# Tricyphona (Tricyphona) orophila
Tricyphona (Tricyphona) orophila is een tweevleugelige uit de familie Pediciidae. De soort komt voor in het Oriëntaals gebied.